# Wizenna
Wizenna (Wisenna) – pierwsza ksieni klasztoru Sióstr Benedyktynek w Staniątkach, ufundowanego w XIII wieku przez jej rodziców: kasztelana krakowskiego Klemensa Jaksę i matkę Recławę.
Podczas najazdów tatarskich, gdy najeźdźcy byli w pobliżu Krakowa, nakazała zakonnicom wyruszyć w procesji z obrazem Matki Bożej dookoła kościoła w Niegardowie (powiat Proszowice, gmina Koniusza). Klasztor ocalał.